# Palau Zorzi Liassidi
El Palau Zorzi Liassidi és un palau històric d'estil gòtic de Venècia situat al barri de Castello. Avui dia alberga l'Hotel Liassidi Palace.

## Història
Segons l'historiador Gianjacopo Fontana, els orígens del palau s'han d'atribuir a la família Donà de la branca "delle torreselle", potser anomenada així per les torretes que decoraven el palau. Se sap que va ser venuda a Francesco Zorzi, fill de Paolo, per 4.250 ducats el 1436.
Un segle i mig més tard, Alvise Zorzi, fill de Benedetto, va obtenir permís per construir un pont cap a la porta de terra. Francesco Sansovino, a Venetia Città Nobilissima Et Singolare " (1581), esmenta el Palau del Rio di San Lorenzo "de Luigi Giorgi (Alvise Zorzi, ed.) un senador recte, amb diverses belleses, en marbre i estuc, d'Alessandro Vittoria".
Algunes columnes capgirades dels tres balcons del primer entresol, un afegit del segle XVIII, han donat lloc al palau amb el sobrenom de "Zorzi de les columnes tortes". Fontana també recorda que Marino, 50è dux de Venècia, descendia d'aquesta branca de la família Zorzi.
El palau va passar a la família xipriota Liassidi i més tard es va convertir en la seu de la universitat. Actualment alberga l'Hotel Liassidi Palace.